# Kelmayisaurus
Kelmayisaurus („Ještěr od města Karamay“) byl rod poměrně velkého dravého dinosaura (teropoda) z čeledi Carcharodontosauridae. Žil v období spodní křídy (stupeň valangin až alb, asi před 140 až 100 miliony let) na území dnešní severozápadní Číny (geologické souvrství Lianmudžin v údolí Džungarie). Typovým druhem je K. petrolicus, formálně popsaný roku 1973. Holotyp nese označení IVPP V 4022.

## Rozměry
Tento dinosaurus byl příbuzný obřím argentinským teropodům, jako byl rod Giganotosaurus nebo Mapusaurus. Vzhledem k fragmentárním fosiliím však nelze rozměry tohoto druhu přesněji odhadnout. Jeho délka však mohla činit asi 9 až 11 metrů a hmotnost přibližně 1600 kg.
Další druh (K. "gigantus"), zmíněný pouze v dětské knize o dinosaurech z roku 1993, reprezentuje obří páteřní oblouk o délce 22 metrů, který však zřejmě patří nějakému dosud neznámému sauropodovi. Pokud by patřil teropodnímu dinosaurovi, jednalo by se nepochybně o nejdelšího známého suchozemského dravého tvora všech dob. Ve skutečnosti ale obří obratel patřil dosud formálně nepopsanému sauropodnímu dinosaurovi, objevenému ve stejném souvrství.

### Česká literatura
- SOCHA, Vladimír (2021). Dinosauři – rekordy a zajímavosti. Nakladatelství Kazda, str. 38.